# Bhangara
Bhangara (nepalski: भंगरा) – gaun wikas samiti w zachodniej części Nepalu w strefie Dhawalagiri w dystrykcie Parbat. Według nepalskiego spisu powszechnego z 2001 roku liczył on 457 gospodarstw domowych i 2252 mieszkańców (1217 kobiet i 1035 mężczyzn).